# Лібер Іван
Іван Лібер (нар. 5 лютого 1932, с. Русково, Мармарощина) — румунський композитор, диригент і збирач фольклору, представник української інтелігенції Румунії.

## Біографія
Іван Лібер народився 5 лютого 1932 року в селянській сім'ї в селі Русково, що на Мармарощині. Після закінчення чотирьох класів у Рускові продовжив навчання в руській гімназії Ужгорода, де отримував освіту з 1943 по 1944 роки. Із закінченням Другої світової війни навчався в українській гімназії міста Сігеті, Румунія. У Сігетській педагогічній школі Іван Лібер отримав диплом учителя початкових класів, а вищу освіту отримав у Бухарестській консерваторії на факультеті композиції, диригентства й викладання музики.
Захоплення музикою Івану Ліберу прищепив його учитель Михайло Митринюк, котрий походив з Бессарабії і керував художніми музичними колективами у педагогічній школі міста Сігеті. Переїхавши до села Копечеле, у 1951 році Лібер заснував там хор «Зелена ліщина». Репертуар хору складався з народних пісень, а також пісень українських і румунських композиторів. У той же час в місцевій школі він організував учнівський хор для 5—8 класів, у якому брали участь від 70 до 120 дітей. Разом із хором «Зелена ліщина» Лібер об'їздив чимало сіл Банату, у 1991 році хор виступив у Югославії в місті Кула, де проживає чисельна громада українців. У 1991 році «Зелена ліщина» брала участь у Святі української культури у Свиднику, Словаччина, а також в українському міжнародному фестивалі «Доля» (1992—1994), що проходив у Чернівцях. Разом із організацією Згодом у місті Карансебеш він заснував інший хор під назвою «Червона калина».
Багато часу Іван Лібер присвятив збиранню народної пісенності українських сіл Банату. Зібрані тексти містили в собі колядки, балади, пісні про кохання, родинно-побутові пісні, рекрутські та вояцькі, жартівливі, коломийки та інші. У 2000 році у видавництві Критеріон була надрукована книга «Зелена ліщина» із збіркою систематизованих за жанрово-тематичним принципом українських пісень Банату.
Іван Лібер є автором десятків пісень, що були написані на слова українських поетів Румунії. Більшість його пісень виконували очолювані ним хори. Станом на 2010 рік Лібер видав 8 книг і продовжував роботу над написанням дев'ятої книги про культурну і виховну діяльність банатських музичних колективів.